# مابل نورماند
مابل نورماند (بالإنجليزية:Mabel Normand) (مواليد 9 نوفمبر 1892 - وفيات 23 فبراير 1930).ممثلة أمريكية ومخرجة وكاتبه سيناريو ومنتجة في الأفلام الصامته، وكانت نجمة شعبية ومتعاونه من ماك سينيت في أفلامه كيستون استوديوهات وفي ذروة مسيرتها في أواخر عقد 1910 وبدايات العقد 1920 امتلكت استوديو وشركة إنتاج خاصة بها. على الشاشة ظهرت في عشرة أفلام ناجحة مع تشارلز شابلن وسبعة عشر مع روسكو «الدهنية» Arbuckle، وأحيانا الكتابة وتوجيه (أو شارك في كتابة / الإخراج) أفلام يضم شابلن كما لها الرائدة man.Throughout ارتبط اسمها عقد 1920 مع المجاهرة على نطاق واسع فضائح من بينها قتل 1922 من ويليام تايلور ديزموند وإطلاق النار 1924 من كورتلند S. يتعشى، الذي قتل برصاص سائق نورماند باستخدام مسدس لها. وكانت ليس مشتبها به في أي جريمة. انخفضت فيلمها الوظيفي، وربما يعود ذلك إلى كل من الفضائح وتكرار الإصابة بالسل في عام 1923، مما أدى إلى تراجع في صحتها، والتقاعد من الأفلام وفاتها في عام 1930 في سن ال 37.

## روابط خارجية
- مابل نورماند على موقع IMDb (الإنجليزية)
- مابل نورماند على موقع الموسوعة البريطانية (الإنجليزية)
- مابل نورماند على موقع روتن توميتوز (الإنجليزية)
- مابل نورماند على موقع ألو سيني (الفرنسية)
- مابل نورماند على موقع تيرنر كلاسيك موفيز (الإنجليزية)
- مابل نورماند على موقع أول موفي (الإنجليزية)
- مابل نورماند على موقع قاعدة بيانات الأفلام السويدية (السويدية)
- مابل نورماند على موقع إن إن دي بي (الإنجليزية)
- مابل نورماند على موقع قاعدة بيانات الفيلم (الإنجليزية)
- مابل نورماند على موقع كينوبويسك (الروسية)
- Mabel Normand at the Women Film Pioneers Project
- Madcap Mabel: Mabel Normand Website
- Mabel Normand Source Book (pdf file)
- Stephen Normand's website نسخة محفوظة 1 نوفمبر 2012 على موقع واي باك مشين.
- Bibliography
- Looking for Mabel Normand نسخة محفوظة 7 فبراير 2018 على موقع واي باك مشين.